# Krysta Rodriguez
Krysta Anne Rodriguez (nascido em 23 de julho de 1984) é uma atriz e cantora americana. Ela originou o papel de Wandinha Addams no musical da Broadway de 2010, The Addams Family, e estava tanto na produção original (no conjunto) quanto no renascimento (como Ilse) de Spring Awakening. Ela foi regular na segunda (e final) temporada de Smash em 2013.

## Início da vida e carreira
Rodriguez cresceu em Condado de Orange, Califórnia. Ela começou a ter aulas de dança aos 13 anos de idade, depois de se envolver com a cheerleading no Ensino Médio. Depois de viajar para Nova Iorque e ver oito shows da Broadway, ela percebeu que os artistas tinham que cantar e atuar, assim como dançar, então uma vez que ela voltou para casa, Rodriguez começou a ter aulas de canto e interpretação. Ela foi um membro do elenco do programa televisivo Colby's Clubhouse de 1995 a 2000. Rodríguez admitiu mais tarde que ela e seus colegas de elenco não eram cristãos e só participaram de suas carreiras como Rodriguez é um ateu conhecido. Ela frequentou a Escola de Artes do Condado de Orange onde desempenhou muitos papéis principais, incluindo Marian em The Music Man, bem como o papel principal em Gidget: The Musical, um musical co-escrito e dirigido por Francis Ford. Coppola, que estrelou os alunos do Colégio de Artes de Orange County durante as seletivas (em última análise sem sucesso) em 2000. Ela frequentou a Universidade de Nova Iorque por alguns anos, mas começou a trabalhar logo após se matricular. Rodriguez disse "... [A] embora eu tenha adorado terminar, não tive essa oportunidade porque comecei a trabalhar. Então ... nenhum diploma em teatro musical, mas até agora uma carreira bem".

## Carreira
Rodriguez estreou na Broadway no curta-metragem musical Good Vibrations, de 2005. Mais tarde, ela se tornou um substituto para o papel de Bebe no revival da Broadway de A Chorus Line em 2007. Ela fez sua estréia no cinema no papel de Krysta no filme de 2010, The Virginity Hit.
Começando performances no outono de 2009, Rodriguez criou o papel de Wednesday Addams na estréia mundial do novo musical da Broadway The Addams Family, baseado nas charges de Charles Addams. A partir de março de 2010, o show recebeu sua estréia planejada no Teatro Lunt-Fontanne de Nova Iorque. Depois de interpretar o papel por mais de um ano e emprestando sua voz para a gravação do elenco original do show, Rodriguez deixou o musical em 8 de março de 2011 e foi substituído por Rachel Potter.
Outros créditos incluem um Encore! produção de Bye Bye Birdie. Seu primeiro papel na televisão foi uma aparição como a personagem Jordan Steele em Gossip Girl. Em 2011, Rodriguez estrelou o filme de televisão Islândia como Rose, um de um grupo de amigos que se reúnem para curar e nutrir um ao outro após a morte de um deles.
Em 2012, Rodriguez estrelou outro filme de televisão, Shadow of Fear, como Lauren. O filme é sobre o empurrar e puxar entre um novo garçom esquizofrênico e uma jovem garçonete popular. Em 2013, ela estrelou na série web criada por Mitchell Jarvis e Wesley Taylor, It Could Be Worse. Ela interpretou uma assistente de uma estrela da Broadway chamada Bridgett / Bridget em dois episódios intitulados Payment Plan e Let Your Hair Down.
Rodriguez se juntou ao elenco da série da NBC Smash para sua segunda e última temporada em 2013, fazendo o papel de Ana Vargas, aspirante a performer da Broadway e a nova colega de quarto de Karen, personagem de Katharine McPhee.
Em julho de 2013, Rodriguez retornou à Broadway fazendo o papel principal em First Date the Musical, contracenando com Zachary Levi.
Em dezembro de 2013, Rodriguez apareceu em Hit List, uma apresentação de concerto do musical ficcional criado para a segunda temporada de Smash, como The Diva / Sarah Smith. Rodriguez foi escalado para ter um papel importante na sitcom planejada da CBS, How I Met Your Dad ; um spinoff e sucessor da comédia de longa duração How I Met Your Mother, mas em 25 de março de 2014 foi anunciado que Rodriguez havia saído do piloto. (O spin-off proposto acabaria por não ser recuperado).
Rodriguez convidado estrelou em Casado em 2014, como Kim, um amigo de um casal tentando desesperadamente salvar seu casamento. Em Ian, Rodriguez convidado estrelou como Fly Girl. Além disso, Rodriguez estrelou o filme de férias Lifetime intitulado Wishin 'and Hopin' no papel de Annette Funicello, um ídolo teen, atriz de cinema e Mickey Mouse Club Mousekteer.
Além disso, no outono de 2014, Rodriguez foi diagnosticado com câncer de mama. Em 2015, Rodriguez começou o site ChemoCouture.com para criar um blog detalhando sua jornada durante a quimioterapia, bem como fornecer várias dicas de moda, beleza e bem-estar que ela emprega durante sua batalha contra o câncer. Depois de ir a público com seu diagnóstico, Rodriguez foi contatada pela Cosmopolitan para blogar para seus leitores Cosmo Online Health and Fitness sobre suas experiências.
Em 2015, Rodriguez foi escolhida como Vanessa, uma paciente de câncer de fala franca, pronta para compartilhar sua verdade, em um arco de vários episódios na segunda temporada do programa de televisão da ABC Family, Chasing Life. A temporada foi ao ar no verão de 2015.
Também em 2015, ela tocou em Madison em um episódio de Inside Amy Schumer. Krysta também participou de um episódio de Os Mistérios de Laura como April Watkins.
Rodriguez também estrelou recentemente um filme intitulado My Bakery in Brooklyn, no qual ela interpreta uma das personagens principais, Chloe. O filme foi lançado em 2016.
Até 14 de junho de 2015, ela voltou a atuar como Ilse na produção de Spring Awakening no Deaf West Theatre, realizada no Centro Wallis Annenberg de Artes Cênicas em Beverly Hills, Califórnia. O Los Angeles Times apresentou-a em um artigo sobre seu retorno à produção que ela ajudou a criar na Broadway. Em julho de 2015, foi anunciado que a produção seria transferida para a Broadway com seu elenco atual para um compromisso limitado no Brooks Atkinson Theater. Rodriguez se apresentou no revival da Broadway em 8 de setembro de 2015 até o fechamento em 24 de janeiro de 2016. O programa durou duas semanas devido a ótimas críticas e recebeu três indicações ao Tony Award, incluindo Melhor Revival de um musical.
Em 13 de março de 2017, foi anunciado que Rodriguez foi escalado para o papel recorrente de Maxine Griffin na segunda temporada da série de thrillers da ABC, Quantico.

## Créditos

### Televisão
| Ano  | Título                         | Função                                      |
| ---- | ------------------------------ | ------------------------------------------- |
| 2008 | Gossip Girl                    | Jordan Steele                               |
| 2010 | Late Show com David Letterman  | A própria (promotion for The Addams Family) |
| 2013 | Smash                          | Ana Vargas                                  |
| 2014 | How I Met Your Mother (piloto) | Desconhecido (pilot wasn't picked up)       |
| 2014 | Ian                            | Menina voadora                              |
| 2014 | Married                        | Kim                                         |
| 2015 | Chasing Life                   | Vanessa                                     |
| 2015 | Inside Amy Schumer             | Madison                                     |
| 2015 | The Mysteries of Laura         | April Watkins                               |
| 2015 | Late Night with Seth Meyers    | A própria (promotion for Spring Awakening)  |
| 2016 | Younger                        | Kim                                         |
| 2017 | Trior & Error                  | Verão Henderson                             |
| 2017 | Quantico                       | Maxine Griffin                              |
| 2019 | Daybreak                       | Ms. Crumble                                 |
| 2021 | Halston                        | Liza Minnelli                               |

### Filme
| Ano  | Título              | Função            |
| ---- | ------------------- | ----------------- |
| 2010 | The Virginity Hit   | Krysta            |
| 2011 | Iceland             | Rosa              |
| 2012 | Shadow of Fear      | Laura             |
| 2014 | Wishin' and Hopin'  | Annette Funicello |
| 2016 | Padaria em Brooklyn | Chloe             |

### Internet
| Ano  | Título                             | Função             |
| ---- | ---------------------------------- | ------------------ |
| 2013 | It Could Be Worse                  | Bridgett / Bridget |
| 2013 | Jared's Broadway Boos: Episódio 64 | Ela própria        |

## Prêmios e indicações
| Ano  | Prêmio                              | Categoria                                    | Obra              | Resultado |
| ---- | ----------------------------------- | -------------------------------------------- | ----------------- | --------- |
| 2010 | Broadway.com Audience Choice Awards | Performance Breakthrough Favorita (Feminino) | The Addams Family | Venceu    |
| 2015 | Ovation Awards                      | Atriz Destacada em um Musical                | Spring Awakening  | Indicada  |
| 2015 | BroadwayWorld LA Awards             | Melhor Atriz de um Musical                   | Spring Awakening  | Indicada  |
| 2016 | Fred and Adele Astaire Awards       | Excepcional traje em um show da Broadway     | Spring Awakening  | Indicada  |
| 2016 | Broadway.com Audience Choice Awards | Atriz indicada favorita em um musical        | Spring Awakening  | Indicada  |